# آندره این هت ولد

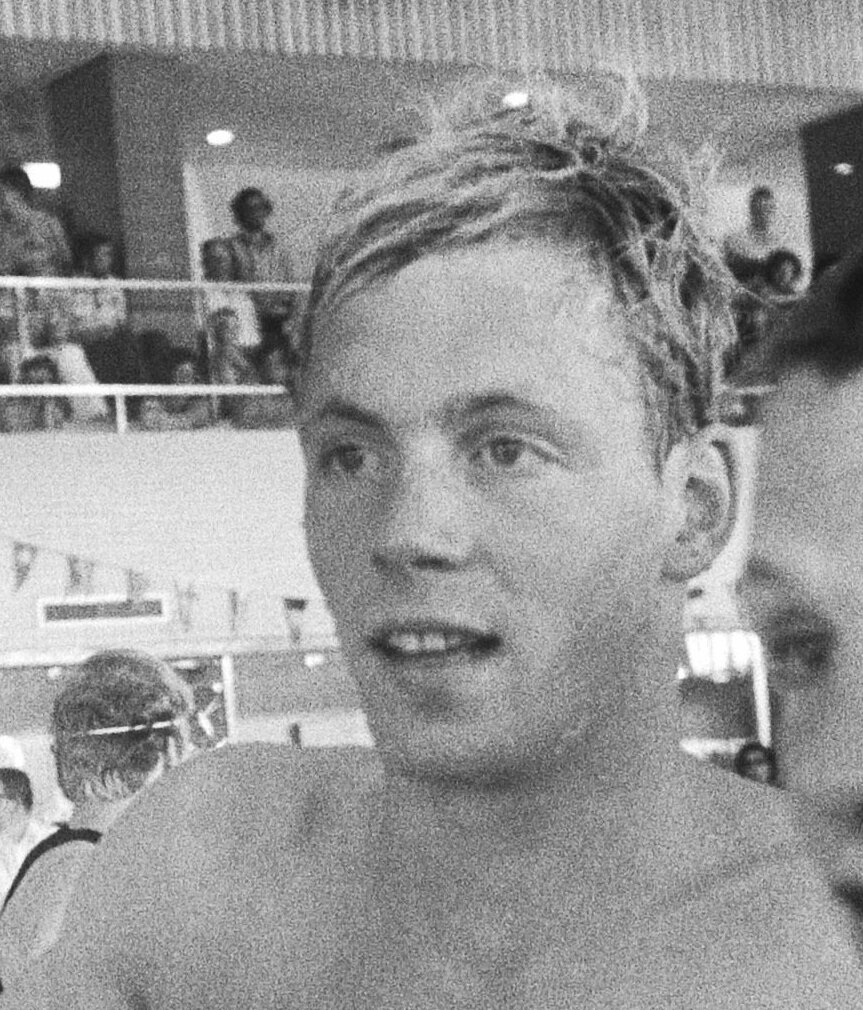
آندره این هت ولد در سال ۱۹۷۶.

آندره این هت ولد (به انگلیسی: André in het Veld) (زادهٔ ۶ مارس ۱۹۵۸) شناگر اهل ایرلند است.